# Olympische Sommerspiele 2008/Kanu – Einer-Kajak Slalom (Frauen)
Die Wettkämpfe im Einer-Kajak-Slalom bei den Olympischen Sommerspielen 2008 wurden am 13. und 14. August 2008 auf der Slalomstrecke im Olympischern Ruder- und Kanupark Shunyi ausgetragen.
Olympiasiegerin wurde die Titelverteidigerin Elena Kaliská. Für die deutsche Starterin, die amtierende Weltmeisterin, Jennifer Bongardt war im Halbfinale Endstation, nachdem sie dort zwei Tore verpasst hatte und durch die Strafsekunden auf den letzten Platz des Laufes fiel.

## Ergebnisse
Nach den beiden Vorläufen wurden die Ergebnisse addiert und die 15 besten Kanutinnen erreichten das Halbfinale. Dort gab es einen einzigen Lauf, der über den Einzug ins Finale entschied.
Der Halbfinallauf und der Finallauf wurden dann addiert, um so die endgültige Platzierung der Top 10 zu ermitteln.

### Vorläufe
| Rang | Kanutin                  | Nation             | Lauf 1   | Lauf 1 | Lauf 1 | Lauf 2   | Lauf 2 | Lauf 2   | Gesamt   |            |
| Rang | Kanutin                  | Nation             | Zeit     | Strafe | Gesamt | Zeit     | Strafe | Gesamt   | Gesamt   | Bemerkung  |
| ---- | ------------------------ | ------------------ | -------- | ------ | ------ | -------- | ------ | -------- | -------- | ---------- |
| 1    | Elena Kaliská            | Slowakei           | 94,34 s  | 0      | 94,34  | 91,85 s  | 0      | 91,85 s  | 186,19 s | Halbfinale |
| 2    | Li Jingjing              | China              | 92,30 s  | 2      | 94,30  | 93,26 s  | 0      | 93,26 s  | 187,56 s | Halbfinale |
| 3    | Štěpánka Hilgertová      | Tschechien         | 97,14 s  | 0      | 97,14  | 91,99 s  | 0      | 91,99 s  | 189,13 s | Halbfinale |
| 4    | Jennifer Bongardt        | Deutschland        | 92,79 s  | 0      | 92,79  | 94,58 s  | 2      | 96,58 s  | 189,37 s | Halbfinale |
| 5    | Émilie Fer               | Frankreich         | 94,90 s  | 2      | 96,90  | 92,78 s  | 0      | 92,78 s  | 189,68 s | Halbfinale |
| 6    | Violetta Oblinger-Peters | Österreich         | 92,27 s  | 0      | 92,27  | 97,44 s  | 2      | 99,44 s  | 196,71 s | Halbfinale |
| 7    | Jacqueline Lawrence      | Australien         | 103,18 s | 0      | 103,18 | 96,95 s  | 0      | 96,95 s  | 200,13 s | Halbfinale |
| 8    | Agnieszka Stanuch        | Polen              | 99,16 s  | 2      | 101,16 | 101,76 s | 0      | 101,76 s | 202,92 s | Halbfinale |
| 9    | Cristina Giai Pron       | Italien            | 100,75 s | 2      | 102,75 | 98,95 s  | 2      | 100,95 s | 203,7 s  | Halbfinale |
| 10   | Heather Corrie           | Vereinigte Staaten | 103,78 s | 2      | 105,78 | 103,53 s | 2      | 105,53 s | 211,31 s | Halbfinale |
| 11   | Jekaterina Smirnowa      | Kasachstan         | 107,26 s | 6      | 113,26 | 106,03 s | 2      | 108,03 s | 221,29 s | Halbfinale |
| 12   | Maria Ferekidi           | Griechenland       | 106,37 s | 2      | 108,37 | 111,60 s | 2      | 113,60 s | 221,97 s | Halbfinale |
| 13   | Ariane Herde             | Niederlande        | 102,30 s | 2      | 104,30 | 117,98 s | 0      | 117,98 s | 222,28 s | Halbfinale |
| 14   | Poliana de Paula         | Brasilien          | 107,47 s | 6      | 113,47 | 106,72 s | 4      | 110,72 s | 224,19 s | Halbfinale |
| 15   | Yuriko Takeshita         | Japan              | 103,63 s | 8      | 111,63 | 107,08 s | 6      | 113,08 s | 224,71 s | Halbfinale |
| 16   | Maialen Chourraut        | Spanien            | 95,95 s  | 52     | 147,95 | 105,44 s | 0      | 105,44 s | 253,39 s |            |
| 17   | Fiona Pennie             | Großbritannien     | 108,06 s | 52     | 160,06 | 95,00 s  | 4      | 99,00 s  | 259,06 s |            |
| 18   | Alexandra Perowa         | Russland           | 91,41 s  | 2      | 93,41  | 114,04 s | 52     | 166,04 s | 259,45 s |            |
| 19   | Sarah Boudens            | Kanada             | 106,99 s | 52     | 158,99 | 105,68 s | 4      | 109,68 s | 268,67 s |            |
| 20   | Montserrat García        | Andorra            | 114,67 s | 52     | 166,67 | 100,26 s | 2      | 102,26 s | 268,93 s |            |
| 21   | Luuka Jones              | Neuseeland         | 110,35 s | 52     | 162,35 | 110,01 s | 0      | 110,01 s | 272,36 s |            |

### Halbfinale
| Rang | Kanutin                  | Nation             | Halbfinale | Halbfinale | Halbfinale |           |
| Rang | Kanutin                  | Nation             | Zeit       | Strafe     | Gesamt     | Bemerkung |
| ---- | ------------------------ | ------------------ | ---------- | ---------- | ---------- | --------- |
| 1    | Elena Kaliská            | Slowakei           | 97,13 s    | 0          | 97,13 s    | Finale    |
| 2    | Émilie Fer               | Frankreich         | 96,50 s    | 2          | 98,50 s    | Finale    |
| 3    | Štěpánka Hilgertová      | Tschechien         | 97,78 s    | 4          | 101,78 s   | Finale    |
| 4    | Jacqueline Lawrence      | Australien         | 99,40 s    | 4          | 103,40 s   | Finale    |
| 5    | Cristina Giai Pron       | Italien            | 102,52 s   | 2          | 104,52 s   | Finale    |
| 6    | Yuriko Takeshita         | Japan              | 107,86 s   | 0          | 107,86 s   | Finale    |
| 7    | Violetta Oblinger-Peters | Österreich         | 108,65 s   | 2          | 110,65 s   | Finale    |
| 8    | Heather Corrie           | Vereinigte Staaten | 112,51 s   | 2          | 114,51 s   | Finale    |
| 9    | Agnieszka Stanuch        | Polen              | 114,46 s   | 2          | 116,46 s   | Finale    |
| 10   | Ariane Herde             | Niederlande        | 113,60 s   | 4          | 117,60 s   | Finale    |
| 11   | Maria Ferekidi           | Griechenland       | 116,99 s   | 2          | 118,99 s   |           |
| 12   | Jekaterina Smirnowa      | Kasachstan         | 126,08 s   | 2          | 128,08 s   |           |
| 13   | Li Jingjing              | China              | 107,79 s   | 54         | 161,79 s   |           |
| 14   | Poliana de Paula         | Brasilien          | 116,29 s   | 52         | 168,29 s   |           |
| 15   | Jennifer Bongardt        | Deutschland        | 101,29 s   | 102        | 203,29 s   |           |

### Finale
| Rang | Kanutin                  | Nation             | Ergebnis aus Halbfinale | Ergebnis aus Halbfinale | Ergebnis aus Halbfinale | Finallauf | Finallauf | Finallauf | Gesamt   |
| Rang | Kanutin                  | Nation             | Zeit                    | Strafe                  | Gesamt                  | Zeit      | Strafe    | Gesamt    | Gesamt   |
| ---- | ------------------------ | ------------------ | ----------------------- | ----------------------- | ----------------------- | --------- | --------- | --------- | -------- |
| 1    | Elena Kaliská            | Slowakei           | 97,13 s                 | 0                       | 97,13 s                 | 95,51 s   | 0         | 95,51 s   | 192,64 s |
| 2    | Jacqueline Lawrence      | Australien         | 99,40 s                 | 4                       | 103,40 s                | 103,54 s  | 0         | 103,54 s  | 206,94 s |
| 3    | Violetta Oblinger-Peters | Österreich         | 108,65 s                | 2                       | 110,65 s                | 100,12 s  | 4         | 104,12 s  | 214,77 s |
| 4    | Yuriko Takeshita         | Japan              | 107,86 s                | 0                       | 107,86 s                | 107,44 s  | 4         | 111,44 s  | 219,3 s  |
| 5    | Agnieszka Stanuch        | Polen              | 114,46 s                | 2                       | 116,46 s                | 102,62 s  | 2         | 104,62 s  | 221,08 s |
| 6    | Ariane Herde             | Niederlande        | 113,60 s                | 4                       | 117,60 s                | 108,39 s  | 6         | 114,39 s  | 231,99 s |
| 7    | Émilie Fer               | Frankreich         | 96,50 s                 | 2                       | 98,50 s                 | 99,46 s   | 54        | 153,46 s  | 251,96 s |
| 8    | Heather Corrie           | Vereinigte Staaten | 112,51 s                | 2                       | 114,51 s                | 104,37 s  | 52        | 156,37 s  | 270,88 s |
| 9    | Štěpánka Hilgertová      | Tschechien         | 97,78 s                 | 4                       | 101,78 s                | 92,63 s   | 150       | 242,63 s  | 344,41 s |
| 10   | Cristina Giai Pron       | Italien            | 102,52 s                | 2                       | 104,52 s                | 97,26 s   | 154       | 251,26 s  | 355,78 s |